# Паганія

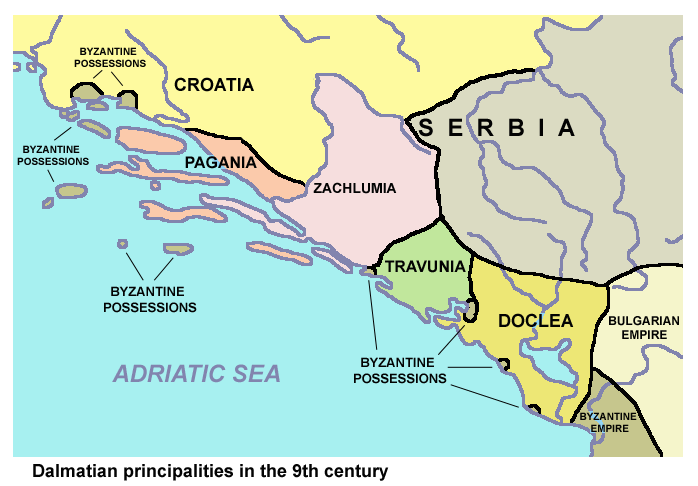
Паганія в 9-му столітті, згідно з De Administrando Imperio - Хорватська вид

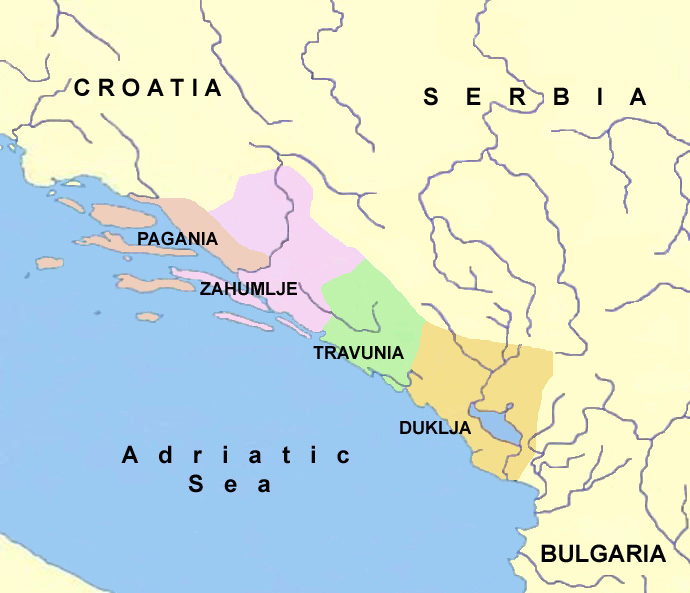
Паганія в 9-му столітті, згідно з De Administrando Imperio - сербський вид

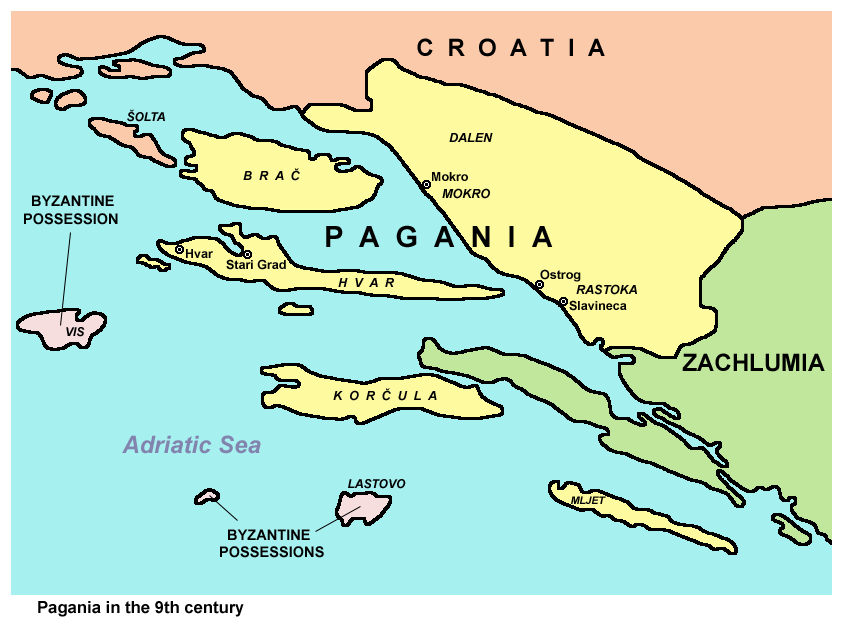
Паганія в 9-му столітті, Хорватська вид

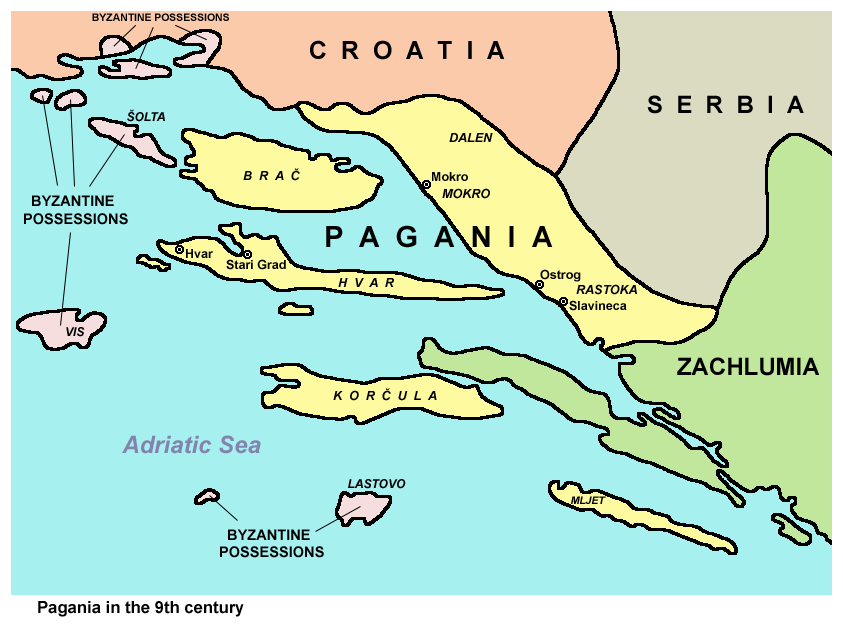
Паганія в 9-му столітті, сербський вид

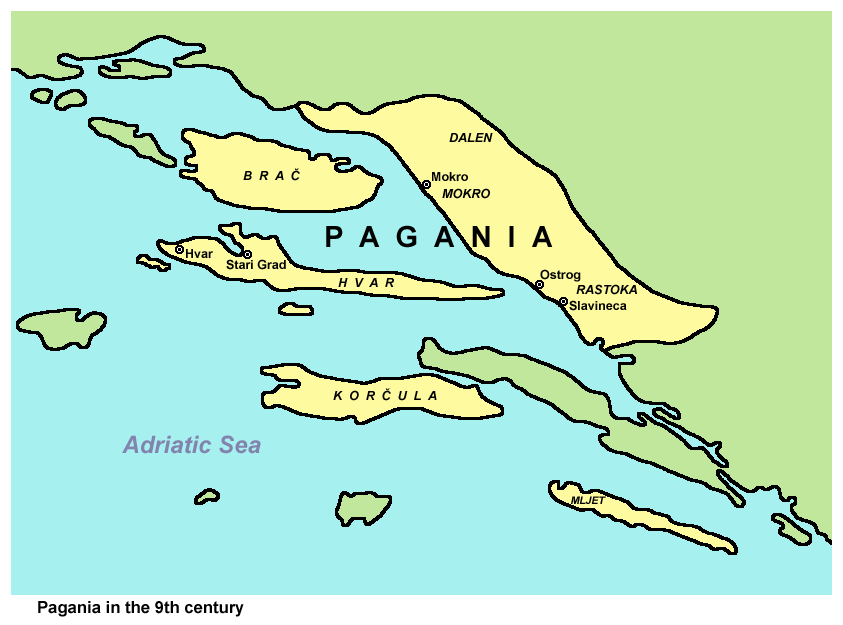
Паганія в 9-му столітті,

Паганія, Меранія або Неретвія — земля, заселена слов'янським племенем неретвян у районі південної Далмації (сучасна Республіка Хорватія), на захід від річки Неретви. За словами Костянтина VII романо-візантійська назва регіону Паганія (Pagania) з'явилась тому, що неретвяни не визнали християнство, в той час коли всі інші серби були похрещені. Неретвяни були відомі своїм піратством.

## Географія
Паганія мала кордон з Хорватією на заході і терени йшли на схід від річки Цетина. Князівство було поділено на три менші князівства (Макарська, Расточка/ Расток, Даленська). Воно також включало острови Млєт, Корчула, Брач і Хвар. Головні міста в Паганії були: фортеці Омиш, Вруля, Макарська, Острог, Лавцен.
На сході Паганія досягала річки Неретви, по якій проходив кордон з Захумлєм. Адріатичне узбережжя, на якому проживали слов'яни простягалось на 75 км, від гирла Неретви в Адріатичному морі на сході до міста Спліт на заході. Завширшки 10-20 км. У той час було дуже мало орних земель. Велику частину земель становили ліси і болота.

## Назва
Неретвяни дали назву своїй землі Неретвія, по назві річки Неретви. Їхню додаткову назву, поганці (і, отже, їхні землі Паганія), дали їм романо-візантійці, оскільки вони залишались язичниками в той час коли всі хорвати вже були похрещені. Латинська назва Меранія, що означає, узбережжя, була також вживана, — звідси назва народу: маріани. Пізніший варіант назви походить від кордону (латиниця: Crayna і люди Craynenses), з вказівкою, що це було найзахідніше сербське пограниччя.